# 青山絵美
青山 絵美（あおやま えみ、1981年6月20日 - ）は、日本のアナウンサー。かつての所属事務所はセント・フォース。千葉県出身。白百合女子大学文学部国語国文学科卒。血液型はA型。

## 人物
- 元テレビ山梨アナウンサー。退社後セント・フォースに移籍。
- 当時同じセント・フォース所属のアナウンサーであった梅田陽子の後を引き継ぐ形で、2008年1月から「中央競馬中継WEST」の土曜日午前を担当。以後2012年末までの5年間、競馬中継に携わった。
- 並行して2011年頃からNACK5のニュースルームアナウンサーを務め（2015年12月まで）、一時は一部の情報番組にもレギュラー出演していた。
- 既婚で2016年3月に出産した事をブログで報告した[1]。既にセント・フォースを退社している。
- 趣味はゴルフ、フラメンコ、映画鑑賞。

## 過去の担当番組
- 中央競馬全レース中継（グリーンチャンネル、パドック担当、2011年7月 - 2012年12月）
- 中央競馬中継EAST（グリーンチャンネル、土曜日午前担当、2010年1月 - 2011年6月）
- 中央競馬中継WEST（グリーンチャンネル、土曜日午前担当、2008年1月 - 2009年12月）
- 夕焼けSHUTTLE（NACK5、2011年7月 - 2014年3月） アシスタント
- 清水勇人 ザ・フロンティアーズ（NACK5、 - 2016年3月）

ほか